# Bayernliga
La Bayernliga es la liga del fútbol amateur más importante y la segunda liga del fútbol Bávaro por debajo de la Regionalliga Bayern en el estado de Baviera y en el sistema de ligas de fútbol de Baviera. Es una de las doce Oberligas en el fútbol alemán, el quinto nivel del sistema de ligas alemán . Antes de la introducción de la 3. Liga en 2008 era el cuarto nivel del sistema de ligas de Alemania, y antes de introducir las Regionalligas en 1994 era el tercer nivel.
A partir de la temporada 2012-13 la liga se ha dividido en dos secciones, la Bayernliga nord y la Bayernliga süd después de su formato de una sola liga iniciado en la temporada 1963-64. Se encuéntra debajo de las Regionalliga Bayern y por encinas de las Ladesligas, que está misma aumento de 3 a 5 regiones participantes al final de la temporada 2011-12.

## Historia

### Landesliga Bayern (1945/50)
La liga fue creada en 1945 como la segunda categoría de fútbol alemán, solo por detrás de la Oberliga Süd en el estado de Baviera como parte de los territorios ocupados por los aliados al finalizar la Segunda Guerra Mundial.
La liga pronto se expandió en dos grupos de 11 equipos (Norte y Sur), en donde los ganadores de ambos grupos se enfrentaban para definir al equipo ascendido, y más tarde los grupo pasarían a ser de 13 equipos. En 1948 la liga volvió a ser un solo grupo, pero ahora de 16 equipos y los dos mejores equipos de la temporada lograrían el ascenso.

### Amateurliga Bayern (1950/53)
En 1950 la liga pasó a llamarse Amateurliga Bayern, nombre que volvería a llevar en 1978 y sería la tercera división de Alemania, detrás de la 2. Oberliga. Constaba de 16 equipos en su primera temporada, aunque en las dos siguientes pasaría a 18 y 19 respectivamente.

### División de la Amateurliga (1953/63)
En 1953 la liga sería dividida en dos grupos (Norte y Sur), cada uno compuesto por 15 equipos con el fin de reducir los costos de transporte y tiempo a los equipos, con lo que saldrían dos campeones regionales promovidos a la 2. Oberliga en lugar de uno. Por la cantidad de equipos en Baviera se repartían los equipos del centro de la región para crear el balance entre ambas categorías.

### Retorno a un Solo Grupo (1963/78)
En 1963 nace la Bundesliga, la Oberliga Süd y la 2. Oberliga Süd fueron desaparecidas, la Amateurliga Bayern fue reunida y pasó a llamarse Regionalliga Süd (II), ahora como la segunda categoría en la región sur de Alemania, mientras que la Amateurliga continuó como tercera categoría. Por debajo de la Bayernliga nacieron tres Landesligas, donde sus campeones eran inmediatamente promovidos.
Hasta 1974 cuando la Regionalliga fue reemplazada como la segunda categoría por la 2. Bundesliga Süd, para la Bayernliga ahora su campeón tenía que jugar un playoff para ver si ascendía de categoría.

### Amateur-Oberliga Bayern (1978/94)
En 1978 se reformaron las Amateurligas en Alemania, pasando de 16 a 8, con promoción directa para los campeones del sur por primera vez, las Amateurligas pasaron a llamarse Amateur-Oberligas (AOL), aunque más adelante serían conocidas simplemente como Oberligas.
El ascenso directo para los del sur apenas duró dos temporadas, ya que en 1981 la 2. Bundesliga pasó a ser un solo grupo, haciendo que los campeones de la Oberliga volviesen a jugar un playoff para lograr el ascenso, mientras que la federación de Baviera puso un playoff para las Landesligas, y los tres segundos lugares jugarían para definir un cuarto ascendido a la Oberliga Bayern.

### Oberliga Bayern (1994/2012)
Después de haber sido la tercera división de Alemania por 44 años, en 1994 fueron introducidas las Regionalligas como la tercera división, provocando que la Oberliga pasara a ser la cuarta división, ahora como la Oberliga Bayern y como la segunda liga más importante de la región de Baviera por detrás de la Regionalliga Süd.
Lo bueno fue que el campeón de la liga obtenía el ascenso directo, esta vez a la Regionalliga Bayern, algo que no pasaba desde 1980, excepto en el año 2000 cuando las regionalligas fueron reducidas de 4 a 2.
En 2008 hubo otro cambio, nació la 3. Bundesliga como la tercera división de Alemania, por lo que la Oberliga pasó a ser la quinta división alemana.

### Bayernliga Nord y Süd (desde 2012)
En octubre de 2010 se reformaron las Regionaligas, pasando de 3 a 5, estableciendo la Regionalliga Bayern y desapareciendo la Regionalliga Nordost, aunque el sistema entraría en operación hasta la temporada 2012/13, limitando el número de equipos filiales a 7.

## Equipos 2018-19

### Bayernliga Nord
- SV Seligenporten
- TSV Aubstadt
- Würzburger FV
- SC Eltersdorf
- DJK Gebenbach
- SpVgg Jahn Forchheim
- SpVgg Ansbach 09
- TSV Großbardorf
- FSV Erlangen-Bruck
- SpVgg Bayern Hof
- Würzburger Kickers II
- DJK Ammerthal
- DJK Don Bosco Bamberg
- 1. FC Sand
- ASV Neumarkt
- TSV Abtswind
- ATSV Erlangen
- ASV Vach

### Bayernliga Süd
- FC Unterföhring
- SV Pullach
- TSV 1896 Rain
- TSV 1874 Kottern
- TSV Schwaben Augsburg
- TSV Schwabmünchen
- DJK Vilzing
- 1. FC Sonthofen
- TSV Dachau 1865
- FC Ismaning
- TuS Holzkirchen
- SpVgg Hankofen-Hailing
- TSV 1860 Múnich II
- SV Kirchanschöring
- SV Türkgücü-Ataspor München
- TSV 1861 Nördlingen
- SSV Jahn Regensburg II

## Línea del Tiempo
| Periodo   | Nombre                  | Nombre                  | Nivel | Ascenso a           |
| --------- | ----------------------- | ----------------------- | ----- | ------------------- |
| 1945–46   | Landesliga Bayern       | Landesliga Bayern       | II    | Oberliga Süd        |
| 1946–48   | Landesliga Südbayern    | Landesliga Nordbayern   | II    | Oberliga Süd        |
| 1948–50   | Landesliga Bayern       | Landesliga Bayern       | II    | Oberliga Süd        |
| 1950–53   | Amateurliga Bayern      | Amateurliga Bayern      | III   | 2nd Oberliga Süd    |
| 1953–63   | Amateurliga Südbayern   | Amateurliga Nordbayern  | III   | 2nd Oberliga Süd    |
| 1963–74   | Amateurliga Bayern      | Amateurliga Bayern      | III   | Regionalliga Süd    |
| 1974–78   | Amateurliga Bayern      | Amateurliga Bayern      | III   | 2nd Bundesliga Süd  |
| 1978–81   | Amateur-Oberliga Bayern | Amateur-Oberliga Bayern | III   | 2nd Bundesliga Süd  |
| 1981–94   | Amateur-Oberliga Bayern | Amateur-Oberliga Bayern | III   | 2nd Bundesliga      |
| 1994–2008 | Oberliga Bayern         | Oberliga Bayern         | IV    | Regionalliga Süd    |
| 2008–12   | Oberliga Bayern         | Oberliga Bayern         | V     | Regionalliga Süd    |
| 2012–     | Bayernliga Süd          | Bayernliga Nord         | V     | Regionalliga Bayern |

## Lista de Campeones

### 1945/53
| Año     | Club          |
| ------- | ------------- |
| 1945–46 | 1. FC Bamberg |

| Año     | Norte         | Sur               | Final     |
| ------- | ------------- | ----------------- | --------- |
| 1946–47 | FC Bayern Hof | FC Wacker München | 3–4 & 0–4 |
| 1947–48 | 1. FC Bamberg | BC Augsburg       | 1–1 & 1–4 |

- Campeón de Bavaria en Negrita.

| Año     | Club            |
| ------- | --------------- |
| 1948–49 | Jahn Regensburg |
| 1949–50 | 1. FC Bamberg   |
| 1950–51 | VfL Neustadt    |
| 1951–52 | FC Amberg       |
| 1952–53 | ATS Kulmbach    |

Fuente:

### 1953/63
| Año     | Norte            | Sur                   | Final               |
| ------- | ---------------- | --------------------- | ------------------- |
| 1953–54 | VfL Neustadt     | SpVgg Weiden          | N/A                 |
| 1954–55 | VfB Helmbrechts  | FC Penzberg           | N/A                 |
| 1955–56 | VfB Bayreuth     | ESV Ingolstadt        | 2–1 & 0–3 & 1–0 aet |
| 1956–57 | 1. FC Bamberg    | FC Penzberg           | 3–0 & 0–2           |
| 1957–58 | 1. FC Bamberg    | FC Wacker München     | 4–0 & 2–3           |
| 1958–59 | SpVgg Bayreuth   | TSV Schwaben Augsburg | 2–0 & 0–0           |
| 1959–60 | FC Lichtenfels   | TSV Schwaben Augsburg | 3–5                 |
| 1960–61 | 1. FC Haßfurt    | TSV 1860 Múnich II    | No hubo             |
| 1961–62 | SpVgg Büchenbach | ESV Ingolstadt        | 1–1 & 0–1           |
| 1962–63 | 1. FC Bamberg    | TSV Straubing         | 4–3 & 3–6 & 1–5     |

- Campeón de Bavaria en Negrita

### 1963/2012
| Año     | Club                |
| ------- | ------------------- |
| 1963–64 | FC Wacker München   |
| 1964–65 | SpVgg Weiden        |
| 1965–66 | BC Augsburg         |
| 1966–67 | SSV Jahn Regensburg |
| 1967–68 | ESV Ingolstadt      |
| 1968–69 | SpVgg Bayreuth      |
| 1969–70 | FC Wacker München   |
| 1970–71 | SpVgg Bayreuth      |
| 1971–72 | FC Wacker München   |
| 1972–73 | FC Augsburg         |
| 1973–74 | ASV Herzogenaurach  |
| 1974–75 | SSV Jahn Regensburg |
| 1975–76 | FC Wacker München 1 |
| 1976–77 | Kickers Würzburg    |
| 1977–78 | 1. FC Haßfurt 2     |
| 1978–79 | ESV Ingolstadt      |

| Año     | Club               |
| ------- | ------------------ |
| 1979–80 | FC Augsburg        |
| 1980–81 | MTV Ingolstadt     |
| 1981–82 | FC Augsburg        |
| 1982–83 | SpVgg Unterhaching |
| 1983–84 | TSV 1860 Múnich    |
| 1984–85 | SpVgg Bayreuth     |
| 1985–86 | SpVgg Landshut     |
| 1986–87 | SpVgg Bayreuth     |
| 1987–88 | SpVgg Unterhaching |
| 1988–89 | SpVgg Unterhaching |
| 1989–90 | FC Schweinfurt 05  |
| 1990–91 | TSV 1860 Múnich    |
| 1991–92 | SpVgg Unterhaching |
| 1992–93 | TSV 1860 Múnich    |
| 1993–94 | FC Augsburg        |
| 1994–95 | Wacker Burghausen  |

| Año       | Club                |
| --------- | ------------------- |
| 1995–96   | SC Weismain         |
| 1996–97   | TSV 1860 Múnich II  |
| 1997–98   | FC Schweinfurt 05   |
| 1998–99   | SV Lohhof           |
| 1999–2000 | SSV Jahn Regensburg |
| 2000–01   | SpVgg Ansbach       |
| 2001–02   | FC Augsburg         |
| 2002–03   | 1. SC Feucht        |
| 2003–04   | TSV 1860 Múnich II  |
| 2004–05   | SpVgg Bayreuth      |
| 2005–06   | FC Ingolstadt 04    |
| 2006–07   | SSV Jahn Regensburg |
| 2007–08   | SpVgg Bayreuth 3    |
| 2008–09   | SpVgg Weiden        |
| 2009–10   | FC Memmingen        |
| 2010–11   | FC Ismaning 4       |
| 2011–12   | TSV 1860 Rosenheim  |

### 2012-hoy
| Año     | Norte                  | Sur                  |
| ------- | ---------------------- | -------------------- |
| 2012–13 | FC Schweinfurt 05      | SV Schalding-Heining |
| 2013–14 | SpVgg Bayreuth         | BC Aichach 5         |
| 2014–15 | Viktoria Aschaffenburg | TSV Rain am Lech     |
| 2015-16 | SV Seligenporten       | VfR Garching         |

Fuente:
- Ascendidos en Negrita.
- 1 FC Wacker München declinó el ascenso, Würzburger FV promovido en su lugar como subcampeón.
- 2 1. FC Haßfurt declinó el ascenso, MTV Ingolstadt promovido en su lugar como subcampeón.
- 3 al SpVgg Bayreuth le negaron la licencia para jugar en la Regionalliga.
- 4 FC Ismaning declinó el ascenso, el FC Ingolstadt II promovido como subcampeón.
- 5 BC Aichach rechazó el ascenso y abandonó la Bayernliga, VfR Garching promovido inmediatamente.

## Récords 1963/2012
| Récord                        | Club                | Temporada | Cantidad |
| ----------------------------- | ------------------- | --------- | -------- |
| Más victorias                 | SpVgg Unterhaching  | 1982–83   | 31       |
| Menos victorias               | SpVgg Kaufbeuren    | 1969–70   | 2        |
| Menos victorias               | Kickers Würzburg    | 1990–91   | 2        |
| Menos victorias               | SpVgg Plattling     | 1991–92   | 2        |
| Menos victorias               | FC Passau           | 1999–2000 | 2        |
| Más derrotas                  | FC Starnberg        | 2000–01   | 28       |
| Menos derrotas                | TSV 1860 München    | 1990–91   | 0        |
| Más goles a favor             | SC Feucht           | 2002–03   | 107      |
| Menos goles a favor           | SC Fürstenfeldbruck | 1987–88   | 20       |
| Más goles en contra           | SpVgg Plattling     | 1966–67   | 123      |
| Menos goles en contra         | TSV 1860 München    | 1990–91   | 21       |
| Más puntos (2 por victoria)   | SpVgg Unterhaching  | 1982–83   | 65       |
| Menos puntos (2 por victoria) | SC Fürstenfeldbruck | 1987–88   | 8        |
| Más puntos (3 por victoria)   | FC Augsburg         | 2001–02   | 89       |
| Menos puntos (3 por victoria) | FC Passau           | 1999–2000 | 15       |

Fuente: